# Bůh v křesťanství

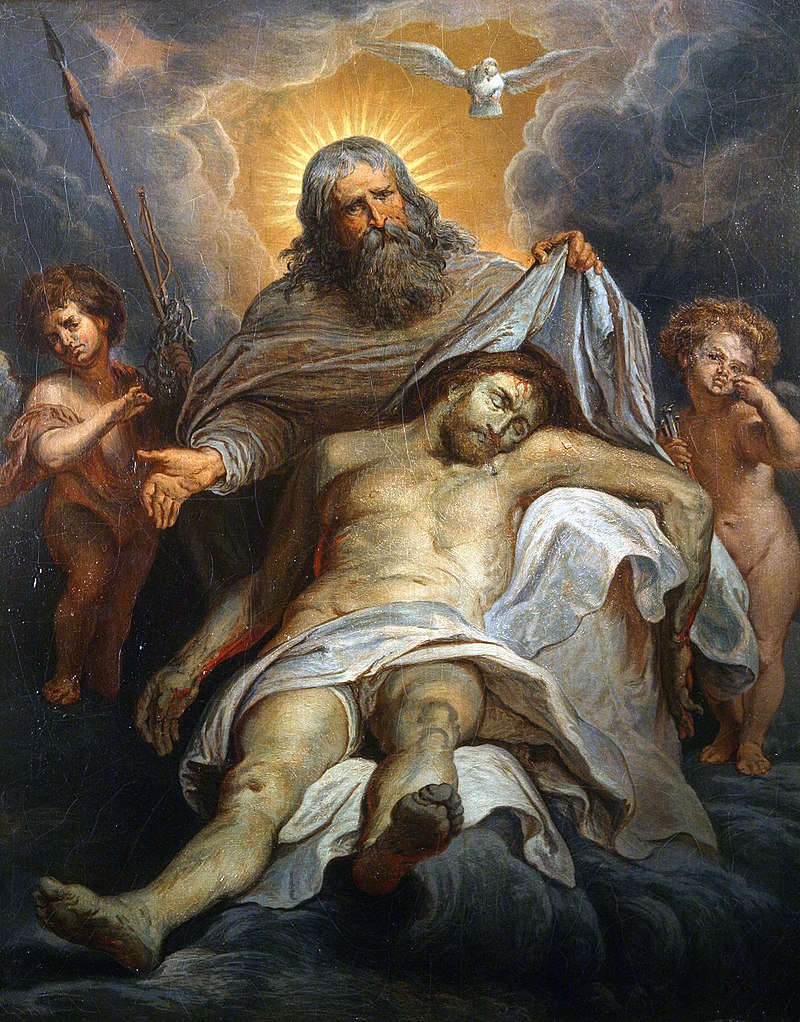
La Sainte Trinite, obraz Gustava Dorého (1866). Bůh Otec představuje tělo Krista, svého božského Syna, s Duchem svatým viditelným jako holubice v horní části obrazu.

V křesťanství se věří, že Bůh je věčná, nejvyšší bytost, která stvořila a zachovává všechny věci. Křesťané věří v monoteistické pojetí Boha, který je zároveň transcendentní (zcela nezávislý na hmotném vesmíru a vzdálený od něj) a imanentní (zapojený do hmotného vesmíru). Křesťanské učení o transcendenci, imanenci a zapojení Boha do světa a jeho lásce k lidstvu vylučuje víru, že Bůh je stejné podstaty jako stvořený vesmír (odmítnutí panteismu), ale přijímá, že Boží božská přirozenost byla hypostaticky spojena s lidskou přirozeností v osobě Ježíše Krista v jedinečné události známé jako „vtělení“.
Rané křesťanské názory na Boha byly vyjádřeny v Pavlových listech a v raně křesťanských vyznáních víry, která hlásala jediného Boha a Ježíšovo božství. Ačkoli některé rané křesťanské sekty, například židovsko-křesťanští ebionité, protestovaly proti Ježíšově apoteóze, většina pohano-křesťanů koncept Ježíše jako jednoho Boha přijala. To tvořilo jeden z aspektů rozkolu raného křesťanství a judaismu, neboť pohano-křesťanské názory na Boha se začaly rozcházet s tradičním židovským učením té doby.
O teologii Božích vlastností a povahy se diskutuje již od prvních dob křesťanství, přičemž Irenej psal již ve 2. století: „Jeho velikosti nic nechybí, ale obsahuje vše“. V 8. století Jan Damašský uvedl osmnáct atributů, které jsou i ve 21. století všeobecně uznávány. Postupem času křesťanští teologové vypracovali systematické seznamy těchto atributů, z nichž některé vycházely z výroků v Bibli (např., Modlitba Páně, v níž se uvádí, že Otec je na nebesích), jiné na základě teologických úvah. Království Boží je významnou frází v synoptických evangeliích, a přestože mezi badateli panuje téměř jednomyslná shoda, že představuje klíčový prvek Ježíšova učení, na jeho přesném výkladu se vědci příliš neshodují.
Ačkoli Nový zákon neobsahuje formální učení o Nejsvětější Trojici (zkr. Trojici) jako takové, „opakovaně hovoří o Otci, Synu a Duchu svatém... takovým způsobem, že nutí k trojičnímu chápání Boha“. Kolem roku 200 n. l. zformuloval Tertulián verzi učení o Trojici, která jasně potvrzovala Ježíšovo božství. Toto pojetí bylo později rozšířeno na prvním nicejském koncilu v roce 325 n. l. a pozdější definitivní podobu vytvořil ekumenický koncil v roce 381. Podle trinitární nauky jsou Bůh Syn, Bůh Otec a Bůh Duch svatý různé hypostáze (osoby) jedné podstaty a tradičně se nepovažuje za triteismus. Trinitární učení bylo následně aplikováno v nicejském křesťanství a tvoří základní kámen moderního křesťanského chápání Boha, i když některé křesťanské denominace zastávají netrinitární názory na Boha.

## Podklad
Hlavní článek: Bůh v abrahámovských náboženstvích
Křesťané, stejně jako židé a muslimové, se ztotožňují s biblickým patriarchou Abrahámem, kterému se zjevil Bůh. Předpokládá se, že Abrahám jako první potvrdil monoteismus (jednoho Boha) a měl s Bohem ideální vztah. Abrahámovská náboženství věří, že Bůh po tisíciletí nepřetržitě komunikoval s Abrahámovými potomky; křesťané i židé věří, že tato smlouva je zaznamenána v hebrejské Bibli, kterou většina křesťanských denominací považuje za Starý zákon a označuje jej jako Starý zákon. V tradičních výkladech křesťanství je Bůh vždy označován pouze gramatickými členy mužského rodu.

## Rozvoj teologie Boha

### Přehled

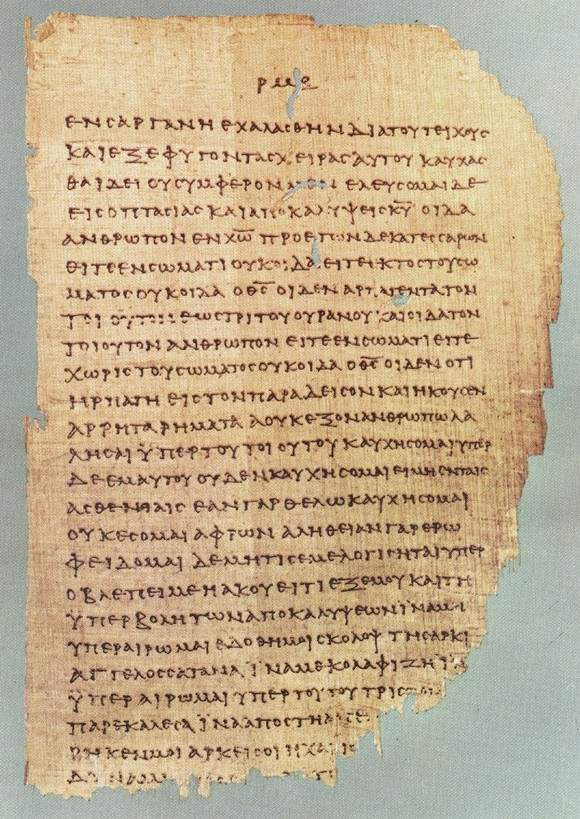
List z papyru 46 obsahující opis. Tento list pochází z let 175 až 225 n. l.

Rané křesťanské názory na Boha (před sepsáním evangelií) se odrážejí ve výroku apoštola Pavla v 1Kor 8, 5–6 (Kral, ČEP), napsaném asi v letech 53–54 n. l., tedy asi dvacet let po Ježíšově ukřižování a 12–21 let před sepsáním nejstarších kanonických evangelií:
...pro nás je jen jeden Bůh, Otec, od něhož všechno pochází a pro něhož žijeme, a je jen jeden Pán, Ježíš Kristus, skrze něhož všechno pochází a skrze něhož žijeme.
Kromě tvrzení, že existuje jediný Bůh, obsahuje Pavlův výrok (který pravděpodobně vychází z předpavlovských vyznání) řadu dalších významných prvků: křesťanskou víru odlišuje od tehdejšího židovského prostředí tím, že o Ježíši a Otci mluví téměř jedním dechem a že Ježíši uděluje titul božské úcty „Pán“ a nazývá ho Kristem.
V knize Skutků apoštolů (Sk 17,24–27), během Pavlova kázání na Areopagu, dále popisuje pojetí prvních křesťanů:
Bůh, který stvořil svět a všechno na něm, on, Pán nebe a země.
Pavel se také zamýšlí nad vztahem mezi Bohem a křesťany:
...aby hledali Boha, kdyby snad po něm pátrali a našli ho, ačkoli není daleko od každého z nás, neboť v něm žijeme.
Pavlovy listy také obsahují řadu odkazů na Ducha svatého, přičemž téma, které se objevuje v 1. Tesalonickým 4,8 – „...Bůh, sám Bůh, který vám dává svého svatého Ducha“ – se objevuje ve všech jeho listech. V Janovi 14,26 Ježíš také mluví o „Duchu svatém, kterého Otec pošle v mém jménu“.
Na konci 1. století Klement Římský opakovaně hovořil o Otci, Synu a Duchu svatém a v 1. Klementu 19.2 spojil Otce se stvořením, když uvedl: „Neochvějně vzhlížejme k Otci a Stvořiteli všehomíra“. V polovině 2. století Irenej v knize Proti kacířství zdůraznil (ve 4. knize, 5. kapitole), že Stvořitel je „jediný Bůh“ a „stvořitel nebe a země“. Tyto výroky předcházely formální prezentaci konceptu Nejsvětější Trojice Tertuliánem na počátku 3. století.
Období od konce 2. století do počátku 4. století (přibližně 180–313) je obecně nazýváno „epochou velké církve“ a také přednicénským obdobím a bylo svědkem významného teologického rozvoje a upevnění a formalizace řady křesťanských nauk.
Od 2. století začínala západní vyznání víry potvrzením víry v „Boha Otce (Všemohoucího)“ a tato fráze se primárně vztahovala k „Bohu jako Otci a stvořiteli vesmíru“, což nevylučovalo ani skutečnost, že „věčný otec vesmíru je také Otcem Ježíše Krista“, ani to, že se dokonce „zaručil přijmout [věřícího] za svého syna z milosti“. Východní vyznání víry (ta, o nichž je známo, že pocházejí z pozdější doby) začínala potvrzením víry v „jediného Boha“ a téměř vždy je rozšířila o dodatek „Otec všemohoucí, Stvořitel všech věcí viditelných i neviditelných“ nebo o slova v tomto smyslu.
Augustin z Hippo, Tomáš Akvinský a další křesťanští teologové popisovali Boha latinským termínem ipsum esse, což v překladu zhruba znamená „bytí samo“. Díky Boží aseitě není křesťanský Bůh „bytím“, ale spíše „bytím samým“, což lze vysvětlit výrazy jako „to, co je bez závislosti na čemkoli vnějším pro své bytí“ nebo „nutná podmínka toho, aby vůbec něco existovalo“.
Postupem času se teologové a filozofové dopracovali k přesnějšímu chápání Boží podstaty a začali vytvářet systematické seznamy jeho vlastností. Ty se lišily v detailech, ale tradičně se atributy dělily do dvou skupin: na ty, které jsou založeny na negaci (že Bůh je nepostižitelný), a na ty, které jsou pozitivně založeny na eminenci (že Bůh je nekonečně dobrý). Ian Ramsey navrhl, že existují tři skupiny a že některé atributy, jako je jednoduchost a dokonalost, mají jinou logickou dynamiku, která se liší od takových atributů, jako je nekonečná dobrota, protože existují relativní formy těch druhých, ale ne těch prvních.

### Jméno
Hlavní článek: Boží jména v křesťanství
Viz též: Boží jména v judaismu

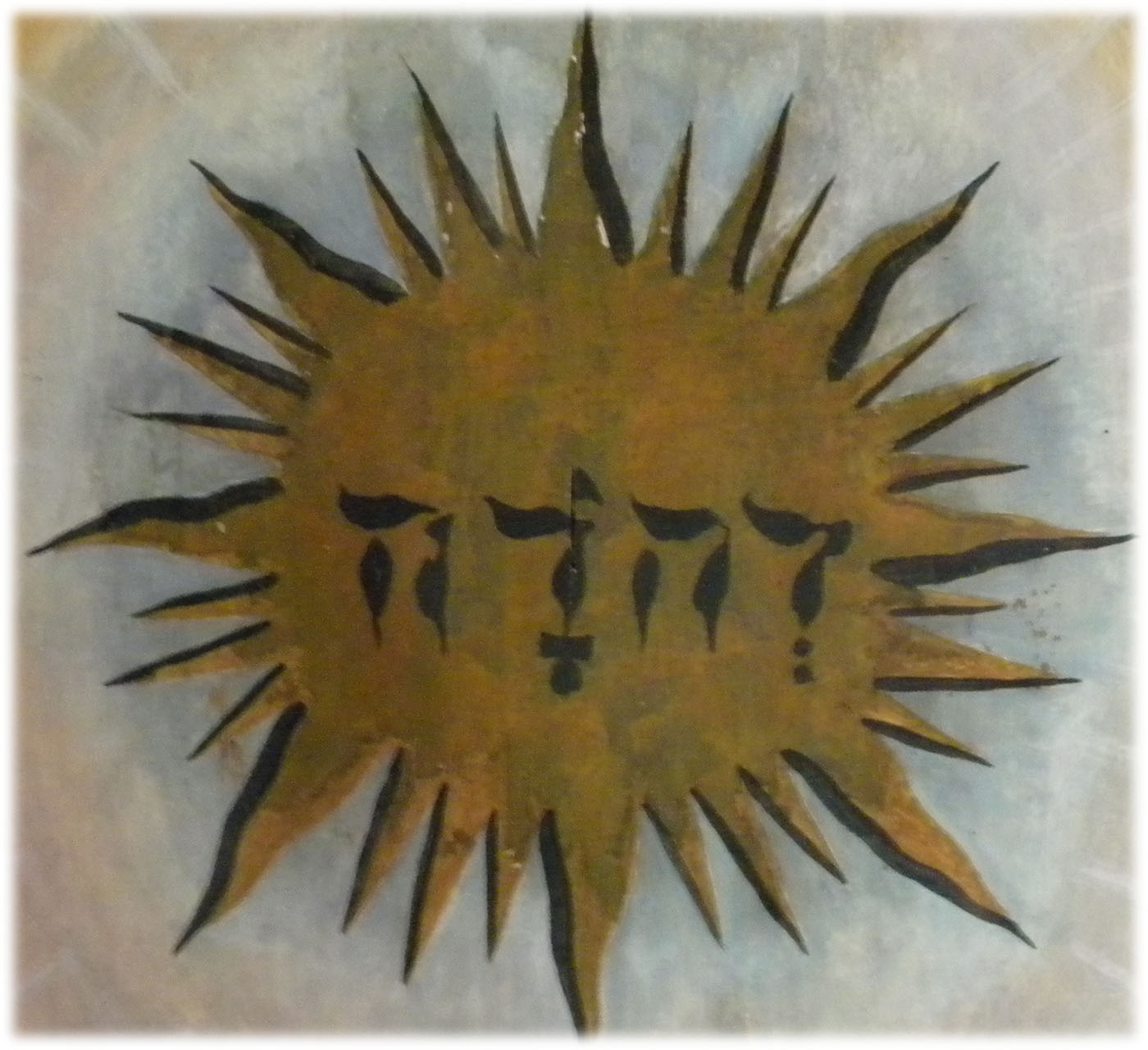
Tetragram YHWH, jméno Boží psané hebrejsky (starý kostel v Ragundě, Švédsko)

V křesťanské teologii mělo Boží jméno vždy hlubší význam než pouhé označení, místo toho bylo považováno za jméno božského původu a založené na božském zjevení. V Bibli se Boží jméno obvykle používá v jednotném čísle (např., 2. Mojžíšova 20,7 nebo Žalmy 8,1), obecně se používají spíše ve velmi obecném smyslu, než aby odkazovaly na nějaké zvláštní označení Boha, nicméně obecné odkazy na Boží jméno se mohou větvit na další zvláštní formy, které vyjadřují jeho mnohostranné vlastnosti. Starý zákon zjevuje JHVH (často vokalizované se samohláskami jako „Jahve“ nebo „Jehova“) jako osobní Boží jméno spolu s některými tituly, včetně El Elyon a El Shaddai. Jah nebo Yah je zkratka slov Jahweh/Jahweh/Jehova; křesťané je často používají v interjekci Hallelujah, což znamená „Chvalte Jah“, kterou se vzdává Bohu sláva. V Novém zákoně se k označení Boha používají další slova Theos, Kyrios a Pater (řecky πατήρ, „otec“).
Úcta k Božímu jménu je jedním z deseti přikázání, které je chápáno nejen jako vyhýbání se nevhodnému užívání Božího jména, ale také jako přikázání jeho vyvyšování, a to jak zbožnými skutky, tak i chválou, což se odráží v první prosbě modlitby Páně adresované Bohu Otci: „Posvěť se jméno tvé“.
V teologii raných církevních otců bylo Boží jméno vnímáno jako představitel celého systému „božské pravdy“ zjevené věřícím, „kteří věří v jeho jméno“ nebo „chodí ve jménu Pána, našeho Boha“. Ve Zjevení 3,12 jsou ti, kdo nesou Boží jméno, „určeni pro nebe“. Jan 17,6 představuje Ježíšovo učení jako zjevení Božího jména jeho učedníkům.
Jan 12,27 představuje oběť Ježíše, Beránka Božího, a následnou spásu, která byla skrze ni přinesena, jako oslavu Božího jména, přičemž hlas z nebe potvrzuje Ježíšovu prosbu („Otče, oslav své jméno“) slovy: „Já jsem ho oslavil a znovu oslavím“, což se týká Ježíšova křtu a ukřižování.

### Vlastnosti a povaha
Hlavní článek: Boží vlastnosti v křesťanství
O teologických základech Božích vlastností (atributů) a povahy se diskutuje již od počátků křesťanství. Ve 2. století se touto otázkou zabýval Irenej a některé atributy vyložil; například ve IV. knize, 19. kapitole spisu Proti kacířství se píše Irenej vychází ze tří zdrojů: „Jeho velikosti nic nechybí, ale obsahuje všechno.“ Irenej své atributy opírá o tři zdroje: Písmo svaté, převládající mystiku a lidovou zbožnost. Některé atributy spojené s Bohem se dodnes zakládají na biblických výrocích, jako je například modlitba Páně, která říká, že Otec je na nebesích, zatímco jiné atributy jsou odvozeny z teologických úvah.:111,100
V 8. století Jan Damašský ve svém Přesném výkladu ortodoxní víry (1. kniha, 8. kapitola) uvedl osmnáct atributů Boha. Těchto osmnáct atributů bylo rozděleno do čtyř skupin podle času (např. je věčný), prostoru (např. je bez hranic), hmoty nebo kvality a tento seznam je dodnes vlivný a částečně se v určité podobě objevuje v různých moderních formulacích. Ve 13. století se Tomáš Akvinský zaměřil na kratší seznam pouhých osmi atributů, a to na jednoduchost, dokonalost, dobrotu, nepochopitelnost, všudypřítomnost, neměnnost, věčnost a jednotu. K dalším formulacím patří seznam IV. lateránského koncilu z roku 1251, který pak byl přijat na I. vatikánském koncilu v roce 1870, a Westminsterský kratší katechismus ze 17. století.
Dva Boží atributy, které ho staví nad svět, ale zároveň uznávají jeho účast na světě, jsou transcendence a imanence. Transcendence znamená, že Bůh je věčný a nekonečný, není ovládán stvořeným světem a je mimo lidské dění. Imanence znamená, že Bůh je zapojen do světa, a křesťanské učení již dlouho uznává jeho pozornost k lidským záležitostem. Na rozdíl od panteistických náboženství však v křesťanství Boží bytí není z podstaty stvořeného vesmíru.
Někteří teologové, jako například Louis Berkhof, tradičně rozlišují mezi sdělitelnými atributy (ty, které mohou mít i lidé) a nesdělitelnými atributy (ty, které náleží pouze Bohu). Jiní, jako například Donald Macleod, však zastávají názor, že všechny navrhované klasifikace jsou umělé a neopodstatněné.
Mezi teology panuje obecná shoda, že by bylo chybou představovat si Boží podstatu existující sama o sobě a nezávisle na atributech nebo že atributy jsou dodatečnou charakteristikou Božského bytí. Jsou to podstatné vlastnosti, které trvale existují v jeho samotné podstatě a jsou s ní koexistentní. Jakákoli jejich změna by znamenala změnu v podstatě Božího bytí.
Hick navrhuje, aby výchozím bodem při výčtu Božích atributů byla jeho sebeexistence („aseita“), která implikuje jeho věčnou a nepodmíněnou přirozenost. Hick se dále zabývá následujícími dalšími atributy: Stvořitel je zdrojem všeho, co tvoří jeho stvoření („creatio ex nihilo“), a udržovatelem toho, co uvedl v bytí; je osobní; milující, dobrý a svatý. Berkhof také začíná od sebe-existence, ale pokračuje k neměnnosti, nekonečnosti, což znamená dokonalost věčnosti a všudypřítomnost, jednotu. Poté analyzuje řadu intelektuálních atributů: poznání – vědomost; moudrost; pravdivost a následně morální atributy: dobrotu (včetně lásky, milosti, milosrdenství a trpělivosti); svatost a spravedlnost, než se konečně zabývá jeho svrchovaností.
Řehoř z Nyssy byl jedním z prvních teologů, kteří v opozici k Origenovi tvrdili, že Bůh je nekonečný. Jeho hlavní argument pro Boží nekonečnost, který lze nalézt ve spise Proti Eunomiovi, zní, že Boží dobrota je neomezená, a protože Boží dobrota je esenciální, je Bůh také neomezený.

### Zobrazení
Hlavní článek: Náboženské obrazy v křesťanské teologii

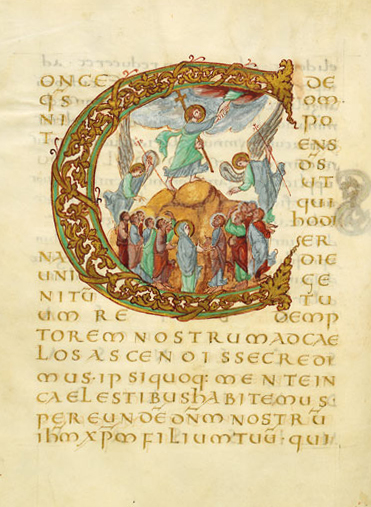
Použití symbolické Boží ruky při Nanebevstoupení z Drogova sakramentáře, kolem roku 850

Mnoho raných křesťanů věřilo, že řada veršů v Bibli se má vztahovat nejen na Boha, ale na všechny pokusy o jeho zobrazení. V raně křesťanském umění, například v kostele v Dura Európos, je však zobrazena Boží ruka, teologický symbol představující Boží pravici, a sám Kristus spolu s mnoha světci. Nedaleká synagoga v Dura Európos má četné případy symbolu Boží ruky v celém svém rozsáhlém dekorativním schématu a je jedinou starověkou synagogou s dochovaným dekorativním schématem. Tento symbol, datovaný do poloviny 3. století, byl do raně křesťanského umění pravděpodobně převzat z umění židovského.
Boží ruka byla běžná v pozdně antickém umění na Východě i na Západě a na Západě zůstala hlavním způsobem symbolizujícím jednání nebo souhlas Boha Otce až do konce románského období. V umění zobrazujícím konkrétní biblické scény, jako je například Ježíšův křest, kde bylo naznačeno konkrétní zobrazení Boha Otce, se Boží ruka používala stále častěji od karolinského období až do konce románského období.
Používání náboženských vyobrazení obecně pokračovalo až do konce 7. století, a to až do té míry, že v roce 695, po nástupu na trůn, byzantský císař Justinián II. umístil na lícní stranu svých zlatých mincí obraz Krista, což vedlo k roztržce, která ukončila používání byzantských typů mincí v islámském světě. Nárůst náboženských vyobrazení však nezahrnoval zobrazení Boha Otce. Například osmdesátý druhý kánon koncilu v Trullu z roku 692 sice výslovně neodsuzoval zobrazení Otce, ale naznačoval, že ikony Krista mají přednost před starozákonními obrazy a postavami.

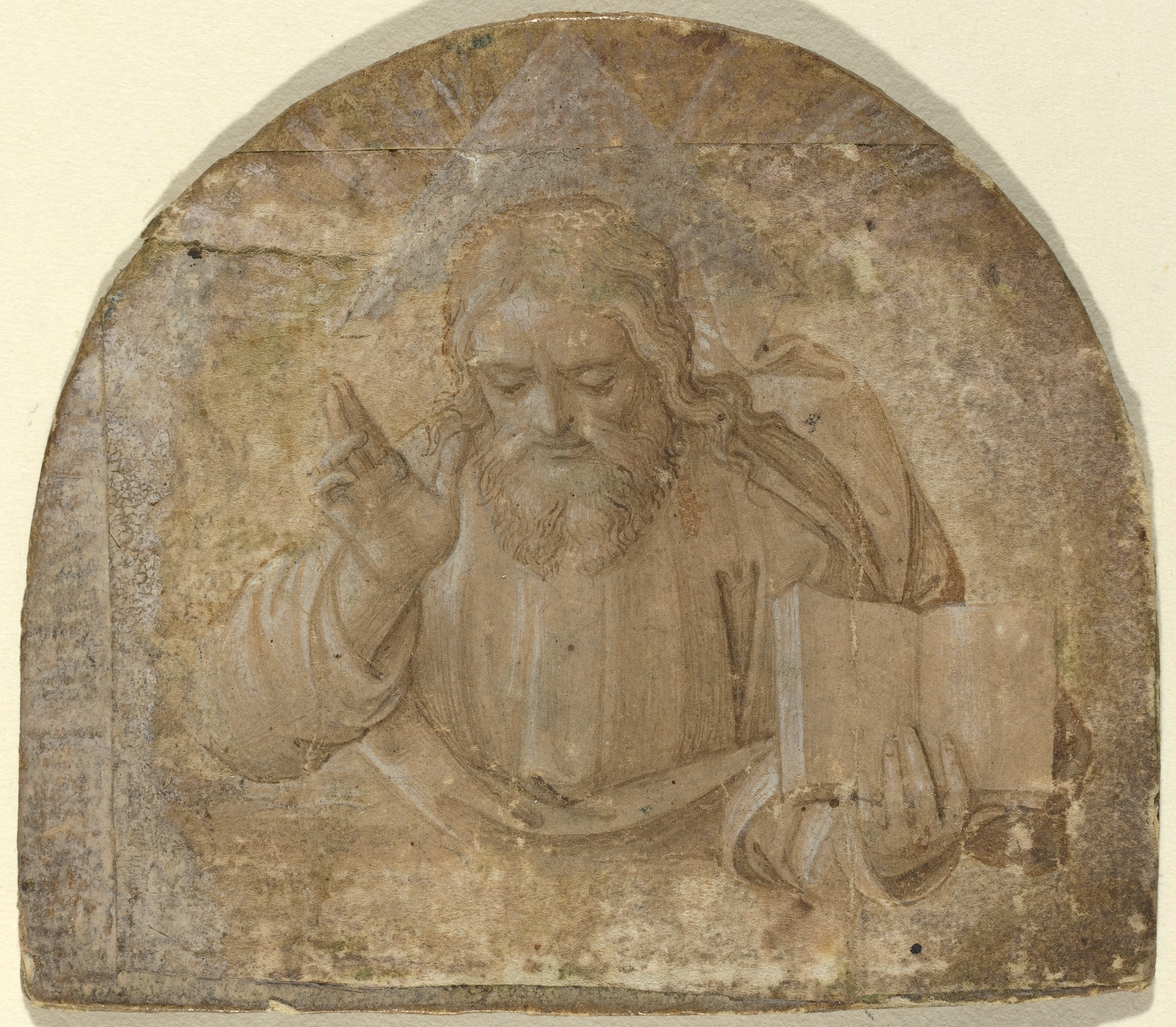
Bůh Otec s pravicí zdviženou k požehnání, s trojúhelníkovou svatozáří znázorňující Nejsvětější Trojici (Girolamo dai Libri, kolem r. 1555)

Na počátku 8. století došlo k potlačování a ničení náboženských ikon, kdy začal byzantský ikonoklasmus (doslova „boj proti obrazům“ nebo „válka proti ikonám“). Císař Lev III. (717–741) císařským ediktem potlačil používání ikon v Byzantské říši, pravděpodobně kvůli vojenským ztrátám, které přičítal nepřiměřenému uctívání ikon. Edikt (který byl vydán bez konzultace s církví) zakazoval uctívání náboženských obrazů, ale nevztahoval se na jiné formy umění, včetně obrazu císaře nebo náboženských symbolů, jako je kříž. Poté se začaly objevovat teologické argumenty proti ikonám, přičemž ikonoklasté tvrdili, že ikony nemohou současně představovat božskou i lidskou přirozenost Ježíše. V této atmosféře se o veřejné zobrazování Boha Otce ani nepokoušeli a taková zobrazení se začala objevovat až o dvě století později.
Druhý nicejský koncil v roce 787 fakticky ukončil první období byzantského obrazoborectví a obnovil úctu k ikonám a svatým obrazům obecně. To se však okamžitě nepromítlo do rozsáhlého zobrazování Boha Otce. Dokonce i zastánci používání ikon v 8. století, jako byl Jan Damašský, rozlišovali mezi obrazy Boha Otce a obrazy Krista.
Jan Damašský ve svém traktátu O Božích zobrazeních napsal: „V dřívějších dobách nemohl být Bůh, který je bez podoby a těla, nikdy zobrazen. Ale nyní, když je Bůh viděn v těle, jak rozmlouvá s lidmi, vytvářím obraz Boha, kterého vidím.“ Z toho vyplývá, že pokud se Bůh Otec nebo Duch nestal člověkem, viditelné a hmatatelné obrazy a portrétní ikony by byly nepřesné a že to, co platilo pro celou Trojici před Kristem, platí i nadále pro Otce a Ducha, ale ne pro (vtělené) Slovo, Jan Damašský napsal:
Kdybychom se pokoušeli vytvořit obraz neviditelného Boha, bylo by to vskutku hříšné. Je nemožné zobrazit toho, kdo je bez těla: neviditelný, neobřezaný a bez podoby.
Kolem roku 790 nařídil Karel Veliký vydat soubor čtyř knih, které se staly známými jako Libri Carolini („Karlovy knihy“), aby vyvrátily to, co jeho dvůr mylně považoval za obrazoborecká nařízení byzantského Druhého nicejského koncilu o posvátných obrazech. Ačkoli tyto knihy nebyly ve středověku příliš známé, popisují klíčové prvky katolického teologického postoje k posvátným obrazům. Pro západní církev byly obrazy pouze předměty zhotovené řemeslníky, které měly být využívány k podněcování smyslů věřících a měly být respektovány kvůli zobrazovanému předmětu, nikoliv samy o sobě.
Konstantinopolský koncil (869) (západní církev ho považuje za ekumenický, ale pravoslaví nikoli) potvrdil rozhodnutí druhého nicejského koncilu a pomohl vymýtit zbytky ikonoklasmu. Konkrétně jeho třetí kánon požadoval, aby obraz Krista měl stejnou úctu jako kniha evangelia:
Vyhlašujeme, že posvátný obraz našeho Pána Ježíše Krista, osvoboditele a Spasitele všech lidí, musí být uctíván se stejnou úctou, jakou má kniha svatých evangelií. Neboť jako jazykem slov obsažených v této knize mohou všichni dosáhnout spásy, tak díky působení, které tyto obrazy vykonávají svými barvami, z nich mohou mít užitek všichni, jak moudří, tak i prostí.
Obrazy Boha Otce nebyly v Konstantinopoli v roce 869 přímo řešeny. Na tomto koncilu byl vyjmenován seznam povolených ikon, ale symboly Boha Otce mezi nimi nebyly. Nicméně všeobecné přijetí ikon a svatých obrazů začalo vytvářet atmosféru, v níž bylo možné Boha Otce znázorňovat.
Před 10. stoletím se západní umění nepokoušelo znázornit Boha Otce lidskou postavou. Západní umění však nakonec potřebovalo nějaký způsob, jak zobrazit přítomnost Otce, a tak se postupným zobrazováním kolem 10. století postupně vytvořil soubor uměleckých stylů symbolizujících Otce pomocí lidské figury. Důvodem pro použití lidské figury je přesvědčení, že Bůh stvořil duši člověka ke svému obrazu (čímž umožnil lidstvu překonat ostatní zvířata).
Zdá se, že když první umělci chtěli zobrazit Boha Otce, strach a úcta jim bránily použít celou lidskou postavu. Obvykle se jako obraz používala jen malá část, obvykle ruka nebo někdy obličej, ale jen zřídka celá lidská postava. Na mnoha vyobrazeních postava Syna nahrazuje Otce, takže se zobrazuje menší část Otcovy postavy.

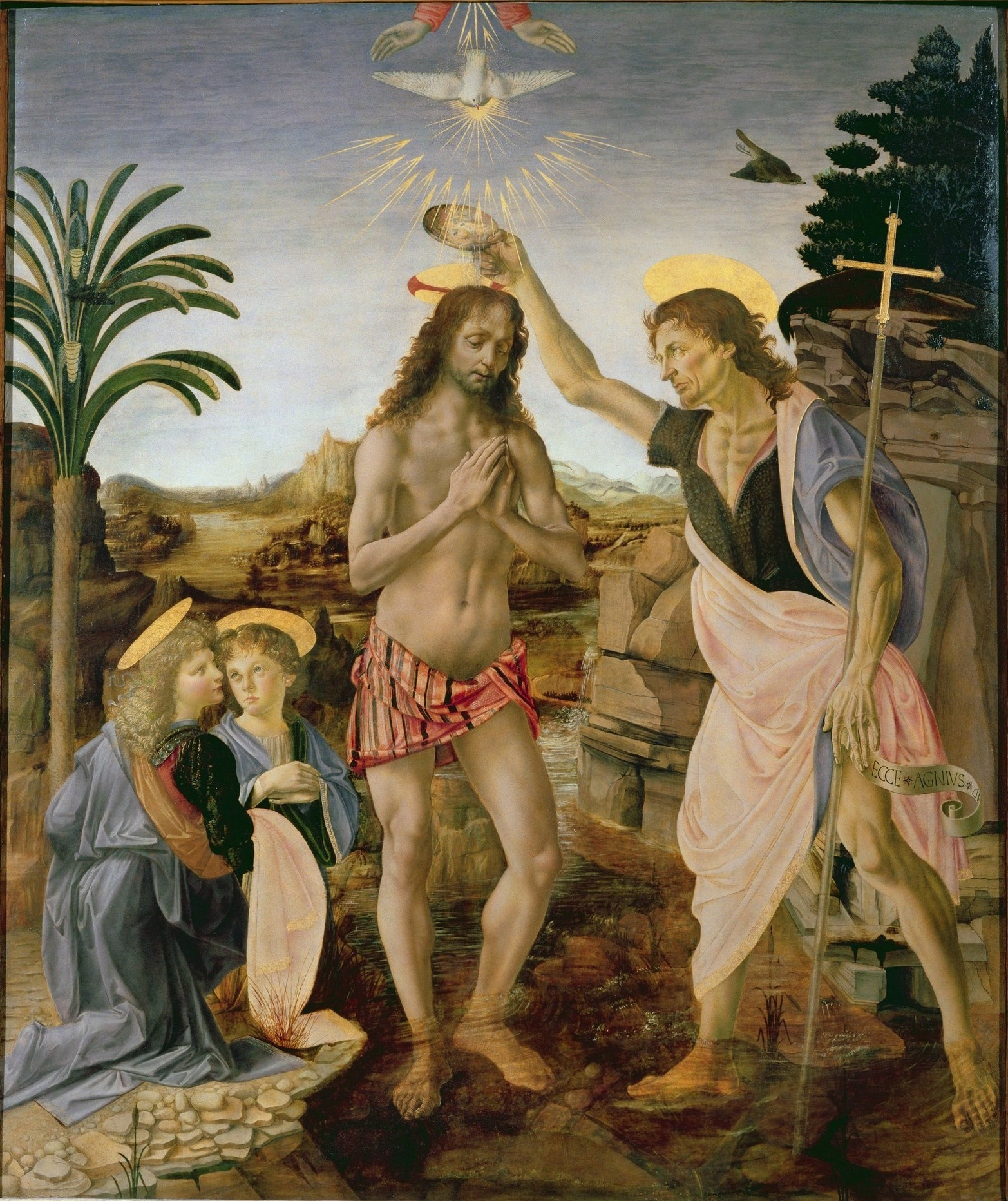
Vyobrazení dvou rukou Božích a Ducha svatého jako holubice na obraze Křest Krista od Andrey del Verrocchia a Leonarda da Vinciho, 1472

Ve 12. století se vyobrazení Boha Otce začala objevovat ve francouzských iluminovaných rukopisech, které jako méně veřejná forma mohly být často odvážnější ve své ikonografii, a ve vitrážových kostelních oknech v Anglii. Zpočátku byla hlava nebo poprsí obvykle zobrazovány v nějakém rámu z mraků v horní části obrazového prostoru, kde se dříve objevovala Boží ruka; příkladem je Křest Krista na slavné křtitelnici v Liège Rainera z Huy z roku 1118 (v jiném výjevu je použita Boží ruka). Postupně se množství zobrazeného lidského symbolu může zvětšovat až na poloviční postavu, pak na plnou, obvykle intronizovanou, jako na Giottově fresce z roku cca 1305 v Padově.
Ve 14. století byla Neapolská bible opatřena vyobrazením Boha Otce v hořícím keři. Na počátku 15. století se v knize Très Riches Heures du Duc de Berry objevuje značné množství symbolů, včetně starší, ale vysoké a elegantní postavy v plné délce, která kráčí v rajské zahradě a která vykazuje značnou rozmanitost zdánlivého věku a oblečení. „Brány ráje“ florentského baptisteria od Lorenza Ghibertiho, jehož stavba započala v roce 1425, používají podobný vysoký celopostavový obraz Otce. Rohanská kniha hodinek z doby kolem roku 1430 obsahovala také vyobrazení Boha Otce v polodlouhé lidské podobě, která se nyní stávala standardem, a Boží ruka byla stále vzácnější. Ve stejném období jiná díla, jako například velký oltářní obraz Genesis od hamburského malíře Mistra Bertrama, nadále používala staré zobrazení Krista jako Logosu ve scénách Genesis. V 15. století se nakrátko objevila móda zobrazovat všechny tři osoby Nejsvětější Trojice jako podobné nebo totožné postavy s obvyklou podobou Krista.
Na raném díle benátské školy Korunování Panny Marie od Giovanniho d'Alemagny a Antonia Vivariniho (kolem roku 1443) je Otec zobrazen za použití symbolu, který později důsledně používali i další umělci, totiž patriarchy s vlídnou, ale mocnou tváří a s dlouhými bílými vlasy a vousy, což je zobrazení do značné míry odvozené a odůvodněné téměř fyzickým, ale stále obrazným popisem dávných dnů (lat. antiquus dierum).
...usedl Věkovitý. Jeho oblek byl bílý jako sníh, vlasy jeho hlavy jako čistá vlna, jeho stolec – plameny ohně, jeho kola – hořící oheň. Dan 7, 9 (Kral, ČEP)
Na obraze Zvěstování od Benvenuta di Giovanniho z roku 1470 je Bůh Otec zobrazen v červeném rouchu a s kloboukem, který připomíná kardinála. Nicméně i v pozdější části 15. století pokračovalo symbolické zobrazování Otce a Ducha svatého jako „rukou a holubice“, např. na Verrocchiově Křtu Krista z roku 1472.
Na renesančních obrazech adorace Nejsvětější Trojice může být Bůh zobrazen dvěma způsoby, buď s důrazem na Otce, nebo na tři členy Trojice. Nejobvyklejší zobrazení Trojice v renesančním umění zobrazuje Boha Otce jako starého muže, obvykle s dlouhými vousy a patriarchálním vzhledem, někdy s trojúhelníkovou svatozáří (jako odkaz na Nejsvětější Trojici), nebo s papežskou tiárou. Na těchto vyobrazeních může Otec držet glóbus nebo knihu (jako symbol Božího vědění a jako odkaz na to, jak je vědění považováno za božské). V ikonografii Trůnu milosrdenství je za Kristem na kříži a nad ním. Nad ním se může vznášet holubice, symbol Ducha svatého. Na obraze mohou být přítomny různé osoby z různých společenských vrstev, např. králové, papežové nebo mučedníci. V trinitární pietě je Bůh Otec často symbolizován pomocí muže v papežském oděvu a s papežskou korunou, který podpírá mrtvého Krista v náručí. Jsou zobrazováni, jak se vznášejí v nebi s anděly, kteří nesou nástroje umučení.
Představy Boha Otce a Trojice byly napadány jak protestanty, tak i uvnitř katolicismu, jansenisty a bajanisty i ortodoxnějšími teology. Stejně jako v případě jiných útoků na katolická zobrazení to mělo za následek jak snížení podpory církve pro méně významná vyobrazení, tak její posílení pro ta stěžejní. V katolické církvi tlak na omezení náboženského zobrazování vyústil ve velmi vlivné dekrety závěrečného zasedání Tridentského koncilu v roce 1563. Dekrety Tridentského koncilu potvrdily tradiční katolickou nauku, že obrazy představují pouze zobrazenou osobu a úcta k nim se vzdává osobě, nikoli obrazu. Koncil si také vyhradil právo biskupů a v případě nových uměleckých novinek i papeže potírat obrazy považované za nekanonické nebo heretické.
Tradiční umělecká zobrazení Boha Otce, která se řídila církevními konvencemi, byla v katolickém umění později poměrně nekontroverzní, ale méně častá, neobvyklá zobrazení Nejsvětější Trojice byla odsuzována. V roce 1745 papež Benedikt XIV. výslovně podpořil zobrazení Trůnu milosrdenství s odkazem na „Starce velikého věku (Věkovitý)“, ale ještě v roce 1786 musel papež Pius VI. vydat papežskou bulu odsuzující rozhodnutí italského církevního sněmu odstranit z kostelů všechna zobrazení Trojice, včetně standardních kanonických.
Bůh Otec je zobrazen v několika scénách z knihy Genesis na stropě Michelangelovy Sixtinské kaple, z nichž nejznámější je Stvoření Adama (obraz blízkých dotýkajících se rukou Boha a Adama je ikonou lidstva a připomíná, že člověk je stvořen k obrazu a podobě Boží (Gn 1, 26 (Kral, ČEP)). Bůh Otec je zobrazen jako mohutná postava vznášející se v oblacích na Tizianově Nanebevzetí Panny Marie v bazilice Santa Maria Gloriosa dei Frari v Benátkách, dlouho obdivovaném jako mistrovské dílo vrcholně renesančního umění. V kostele Il Gesù v Římě je řada vyobrazení Boha Otce ze 16. století. Na některých z těchto obrazů je Trojice ještě naznačena v podobě tří andělů, ale Giovanni Battista Fiammeri zobrazil Boha Otce také jako člověka jedoucího na oblaku, nad scénami.
Na několika svých obrazech, například na Posledním soudu, Rubens zobrazil Boha Otce pomocí obrazu, který se do té doby stal všeobecně přijímaným – vousaté patriarchální postavy nad bojištěm. Zatímco v Itálii, Španělsku, Německu a na Nízkém východě se zobrazování Boha Otce rozmáhalo, jinde v Evropě se setkávalo s odporem, a to i v průběhu 17. století. V roce 1632 většina členů soudu Hvězdné komory v Anglii (kromě arcibiskupa z Yorku) odsoudila používání obrazů Nejsvětější Trojice v kostelních oknech a někteří je považovali za nezákonné. Později v 17. století sir Thomas Browne napsal, že zobrazení Boha Otce pomocí starce považuje za „nebezpečný čin“, který by mohl vést, podle jeho slov, k „egyptskému symbolismu“. Ještě v roce 1847 Charles Winston kritizoval takové obrazy jako „románský trend“ (posměšný výraz používaný pro římské katolíky), kterému je podle něj v Anglii lepší se vyhnout.
V roce 1667 byla na 43. kapitule Velké moskevské synody výslovně zakázána řada symbolických vyobrazení Boha Otce a Ducha svatého, což následně vedlo k zařazení celé řady dalších ikon na seznam zakázaných, což se týkalo především vyobrazení západního stylu, která se v pravoslavných ikonách stále více prosazovala. Koncil také prohlásil, že osobou Trojice, která je „Věkovitým“, je Kristus jako Logos, nikoliv Bůh Otec. Některé ikony se však nadále tvořily v Rusku, stejně jako v Řecku, Rumunsku a dalších zemích s většinovým zastoupením pravoslavných křesťanů.

## Boží království a eschatologie

### Kralování a království
Hlavní článek: Boží království (křesťanství)

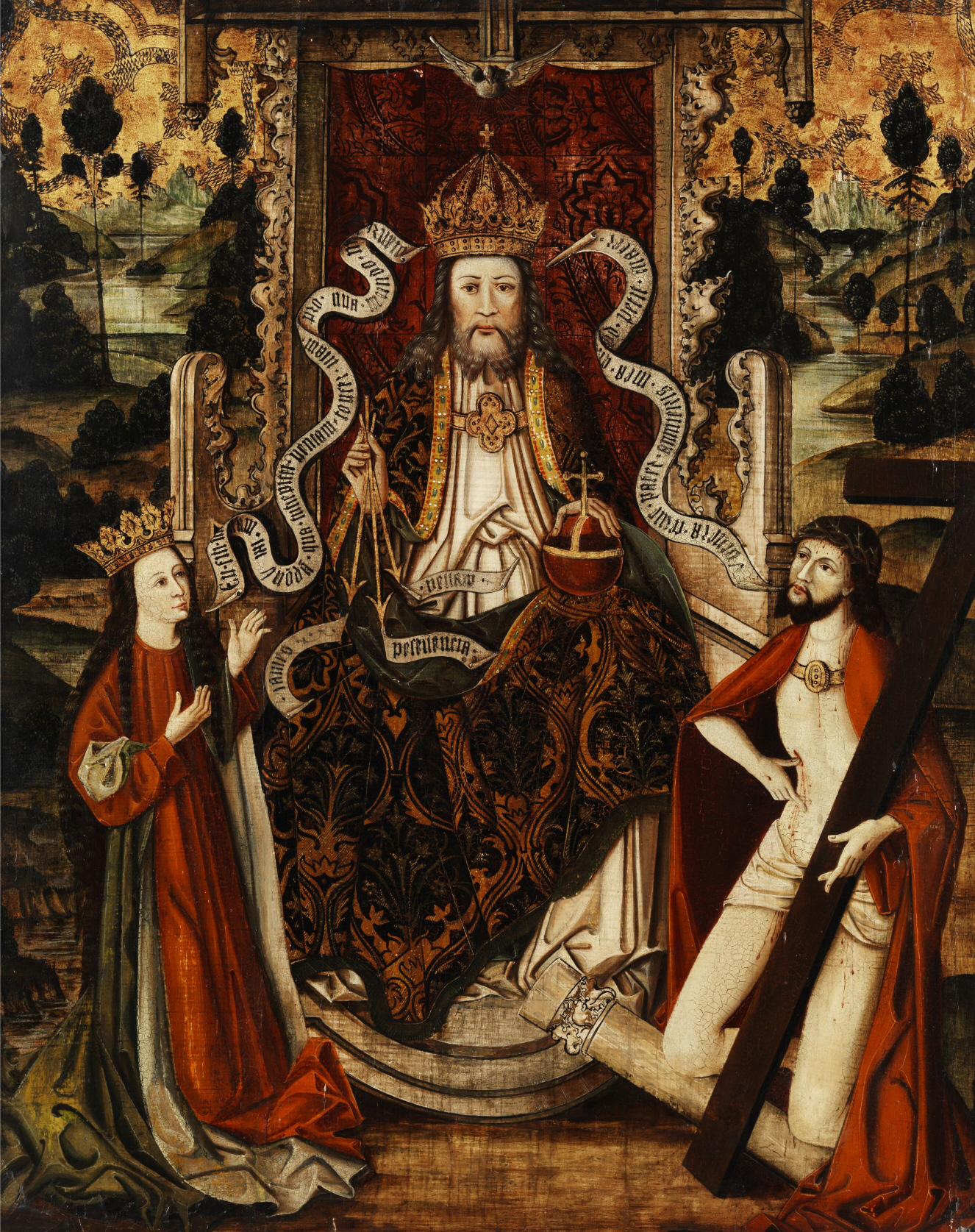
Bůh Otec na trůně, Vestfálsko, Německo, konec 15. století

Křesťanská charakteristika vztahu mezi Bohem a lidmi zahrnuje pojem „Božího kralování“, jehož původ sahá až do Starého zákona a který lze považovat za důsledek stvoření světa Bohem. Podklad pro tento pohled poskytují „žalmy o nastolení na trůn“ (Ž 45 (Kral, ČEP), Ž 93 (Kral, ČEP), Ž 97 (Kral, ČEP), Ž 98 (Kral, ČEP), Ž 99 (Kral, ČEP)) se zvoláním „Hospodin je král“. V pozdějším judaismu však byl Božímu kralování přisouzen „nacionálnější“ pohled, v němž lze očekávaného Mesiáše chápat jako osvoboditele a zakladatele nového státu Izrael.
Výraz „Boží království“ se ve Starém zákoně nevyskytuje, ačkoli v některých případech se při zmínce o Bohu používá „jeho království“ a „tvé království“. Boží království (Matoušovým ekvivalentem je „nebeské království“) je však v synoptických evangeliích výrazným slovním spojením (objevuje se 75krát) a mezi badateli panuje téměř jednomyslná shoda, že představuje klíčový prvek Ježíšova učení. Přesto R. T. France poukazuje na to, že zatímco pojem „Boží království“ má pro laické křesťany intuitivní význam, mezi učenci nepanuje téměř žádná shoda o jeho významu v Novém zákoně. Někteří učenci jej chápou jako křesťanský životní styl, jiní jako metodu světové evangelizace, další jako znovuobjevení charismatických darů, jiní jej nevztahují k žádné současné ani budoucí situaci, ale k budoucímu světu. France uvádí, že slovní spojení Boží království je často vykládáno mnoha způsoby, aby odpovídalo teologickému programu těch, kteří jej vykládají.

### Konec časů
Hlavní článek: Křesťanská eschatologie
Interpretace pojmu Boží království vyvolala rozsáhlé eschatologické debaty mezi učenci s odlišnými názory, přesto se mezi vědci nepodařilo dosáhnout konsenzu. Od Augustina až do protestantské reformace byl příchod Království ztotožňován se vznikem křesťanské církve, později však byl tento názor opuštěn a na počátku 20. století se prosadil apokalyptický výklad Království. Podle tohoto názoru (nazývaného také „konzistentní eschatologie“) Boží království nezačalo v 1. století, ale je budoucí apokalyptickou událostí, která se teprve uskuteční.

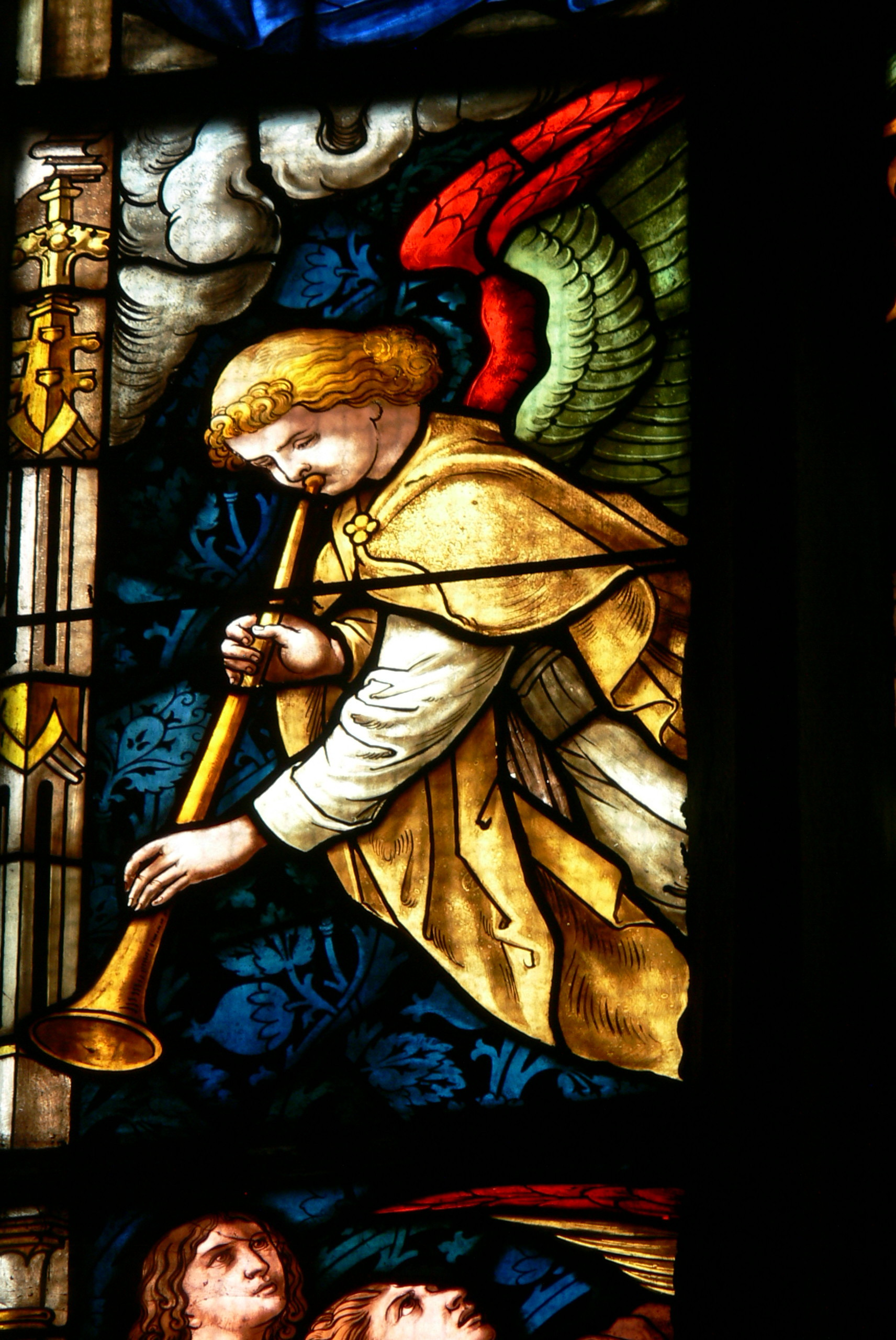
Anděl troubí na „poslední polnici“, srov., Langenzenn, Německo, 19. století

V polovině 20. století získala vědecké zastánce uskutečněná tzv. realizovaná eschatologie, která na rozdíl od ní chápala Království jako něco, co není apokalyptické, ale jako projev Boží svrchovanosti nad světem („uskutečněný“ Ježíšovou službou). V tomto pojetí je Království považováno za dostupné v přítomnosti. Konkurenční přístup zahájená tzv. inaugurovaná eschatologie byl později zaveden jako výklad „již a ještě ne“. Podle tohoto názoru Království již začalo, ale čeká na své plné odhalení v budoucnu. Tyto rozdílné výklady daly od té doby vzniknout značnému množství variant a různí badatelé navrhují nové eschatologické modely, které si z nich vypůjčují prvky.

### Soud
Hlavní článek: Poslední soud
V Žid 12, 23 (Kral, ČEP) se hovoří o „Bohu, soudci všech“ a představa, že všichni lidé budou nakonec „souzeni“, je základním prvkem křesťanského učení. Řada novozákonních pasáží (např. J 5, 22 (Kral, ČEP) a Sk 10, 42 (Kral, ČEP)) a pozdějších věroučných vyznání naznačuje, že úkol soudu je svěřen Ježíši. Jan 5,22 uvádí, že „ani Otec nikoho nesoudí, ale všechen soud svěřil Synu“. Ve Sk 10, 42 (Kral, ČEP) se o vzkříšeném Ježíši mluví jako o: „Ten, který je Bohem ustanoven za soudce živých i mrtvých“. Role, kterou Ježíš hraje v Božím soudu, je zdůrazněna v nejrozšířenějších křesťanských vyznáních: v Nicejském vyznání víry se uvádí, že Ježíš „sedí po pravici Otce, přijde znovu ve slávě, aby soudil živé i mrtvé, a jeho království nebude mít konce“. Podobné vyznání obsahuje i Apoštolské vyznání víry.
Řada evangelijních veršů varuje před hříchem a doporučuje cestu spravedlnosti, aby se člověk vyhnul Božímu soudu. Například horské kázání v Mt 5, 22 (Kral, ČEP) učí vyhýbat se hříchu a podobenství o Království (Mt 13, 49 (Kral, ČEP)) uvádí, že v okamžiku soudu andělé „oddělí bezbožníky od spravedlivých a bezbožníky uvrhnou do ohnivé pece“. Křesťané se tedy mohou těšit z odpuštění, které je vymaní z Božího soudu, když se budou řídit Ježíšovým učením a osobním společenstvím s ním.

## Trinitarismus
Hlavní článek: Nejsvětější Trojice

### Historie a založení
Další informace: Trinitarismus u církevních otců
V raném křesťanství bylo pojetí spásy úzce spjato se vzýváním „Otce, Syna a Ducha svatého“. Od 1. století křesťané vzývali Boha jménem „Otec, Syn a Duch svatý“ při modlitbě, křtu, přijímání, exorcismu, zpěvu hymnů, kázání, zpovědi, rozhřešení a požehnání: „Dříve než se objevilo ,učeníʻ o Nejsvětější Trojici, křesťané se v modlitbě obraceli na Nejsvětější Trojici“.

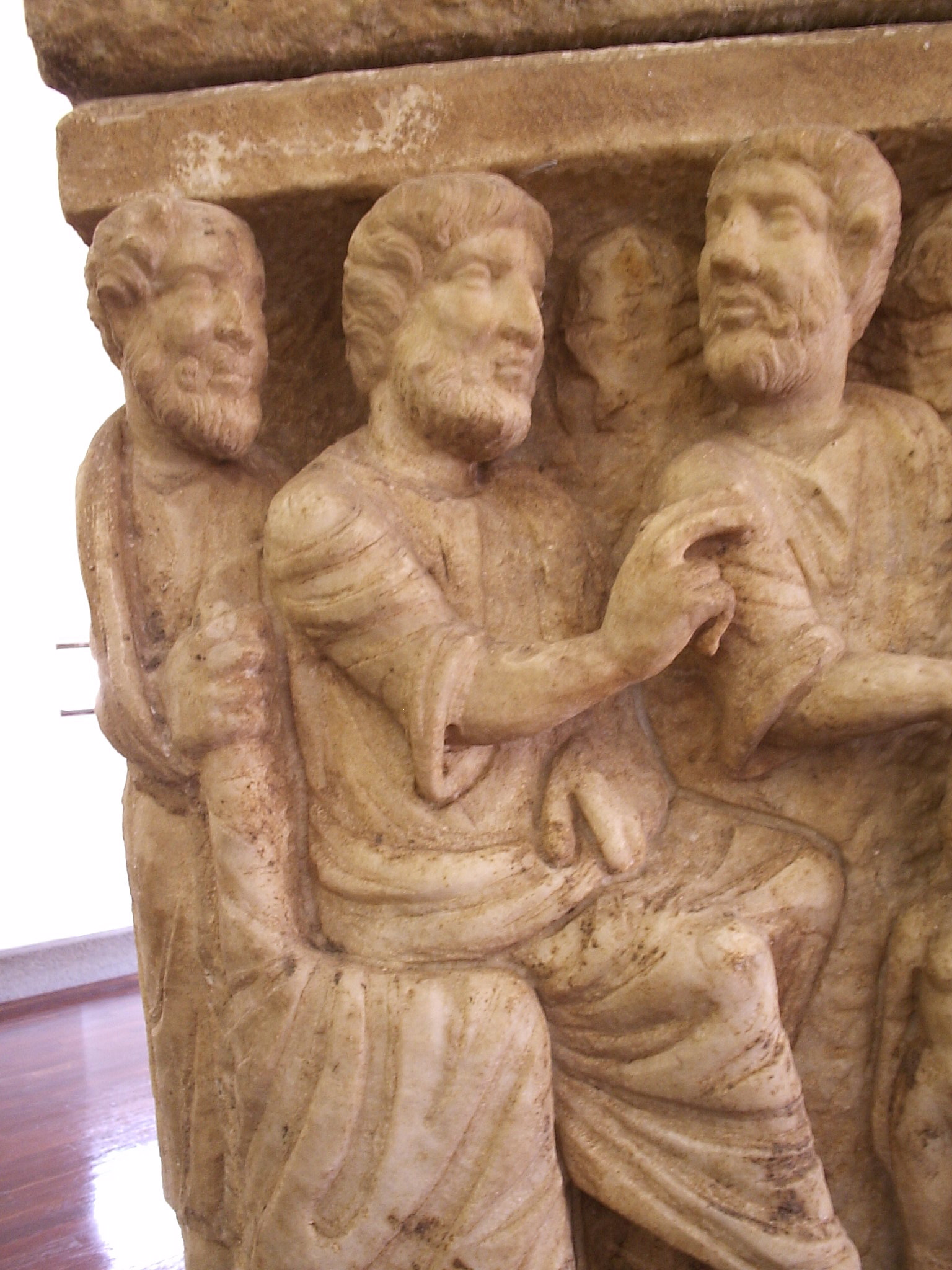
Nejstarší známé vyobrazení Nejsvětější Trojice, Dogmatický sarkofág, 350 n. l. Vatikánská muzea

Termín „Nejsvětější Trojice“ se v Bibli výslovně nevyskytuje, ale trinitární křesťané věří, že tento koncept, jak se později vyvinul, je v souladu s biblickým učením. Nový zákon obsahuje řadu použití trojjediné liturgické a doxologické formule, např. 2Kor 1, 21 (Kral, ČEP): „ten, který nás u vás v Kristu upevnil a pomazal, je Bůh, který nás také zapečetil a dal [nám] do srdce závdavek Ducha“. O tom, že Kristus přijímá „autoritu a soupodstatné božství“, se mluví v Mt 28, 18 (Kral, ČEP): „Byla mi dána veškerá moc na nebi i na zemi“, a také v J 3, 35 (Kral, ČEP), J 13, 3 (Kral, ČEP), J 17, 1 (Kral, ČEP). A to, že Duch je zároveň „z Boha“ i „z Krista“, se objevuje v listu Gal 4, 6 (Kral, ČEP), v knize Sk 16, 7 (Kral, ČEP), v J 15, 26 (Kral, ČEP) a v listu Řím 8, 14 (Kral, ČEP).
Obecná koncepce byla vyjádřena v raných spisech od počátku 2. století, kdy Irenej ve svém díle Proti kacířství (kniha I., kapitola X.) píše:
„Církev ... věří v jednoho Boha, Otce všemohoucího, Stvořitele nebe, země, moře a všeho, co je v nich, a v jednoho Krista Ježíše, Syna Božího, který se vtělil pro naši spásu, a v Ducha svatého“.
Kolem roku 213 n. l. Tertulián v knize Adversus Praxeas (3. kapitola) formálně představil koncept Nejsvětější Trojice, tj. že Bůh existuje jako jedna „substance“, ale tři „osoby“: Otec, Syn a Duch svatý. Na obranu jednoty Nejsvětější Trojice Tertulián napsal (Adversus Praxeas 3): „Jednota, která odvozuje Nejsvětější Trojici ze sebe samé, je tak dalece od toho, aby byla porušena, že je jí vlastně podpořena.“ Tertulián také hovořil o tom, jak Duch svatý vychází z Otce a Syna.
První nicejský koncil v roce 325 n. l. a později první konstantinopolský koncil v roce 381 n. l. definovaly dogma „v jeho nejjednodušších obrysech tváří v tvář naléhajícím herezím“ a později používaná verze pochází z roku 381. V 5. století na západě teologický vývoj rozšířil Augustin z Hippo ve svém díle O Trojici (lat. De Trinitate), zatímco na východě se o hlavní rozvoj zasloužil Jan z Damašku v 8. století. Teologie nakonec dosáhla své klasické podoby ve spisech Tomáše Akvinského ve 13. století.
Bernhard Lohse (1928–1997) tvrdí, že učení o Trojici nesahá k nekřesťanským zdrojům, jako je Platón nebo hinduismus, a že všechny pokusy naznačit takové souvislosti ztroskotaly. Většina křesťanů je dnes trinitární a víru v Nejsvětější Trojici považuje za zkoušku pravověrnosti víry.

### Učení

Schéma Nejsvětější Trojice (Scutum Fidei), kterou tvoří Bůh Otec (lat. PATER), Bůh Syn (Ježíš) (FILIUS) a Bůh Duch svatý (SPIRITUS SANCTUS); NON EST = není, EST = je; DEUS = Bůh

Učení o Nejsvětější Trojici považuje většina křesťanů za základní princip své víry. Lze ho shrnout takto:
„Jediný Bůh existuje ve třech osobách a jedné podstatě.“
Přísně vzato je toto učení tajemstvím, které „nemůže být poznáno lidským rozumem bez Boží pomoci“, ani „rozumem uspokojivě dokázáno poté, co bylo zjeveno“; přesto „neodporuje rozumu“, neboť „není neslučitelné se zásadami racionálního myšlení“.
Toto učení bylo podrobně vyjádřeno v Atanášově vyznání víry ze 4. století, z něhož je následující výňatek:
Uctíváme jednoho Boha v Trojici a Trojici v Jednotě;

ani nezaměňujeme osoby, ani nerozdělujeme podstatu.

Neboť je jedna osoba Otce, jiná Syna a jiná Ducha svatého.

Ale božství Otce, Syna a Ducha svatého je jedno; Sláva stejná, Majestát společný.

Jaký je Otec, takový je Syn a takový je Duch svatý.
Pro trinitární křesťany (mezi něž patří katoličtí křesťané, východní pravoslavní křesťané a většina protestantských denominací) není Bůh Otec vůbec odděleným bohem od Syna a Ducha svatého, dalších hypostazí („osob“) křesťanského božství.
Zatímco „Otec“ a „Syn“ nepřímo odkazují na mužské pohlaví, pohlaví Boha v křesťanství bylo historicky považováno za metaforické, a nikoliv za představující skutečnou povahu Boha.
Ve 20. století se zvýšil teologický důraz na učení o Trojici, částečně díky úsilí Karla Bartha v jeho čtyřsvazkové Církevní dogmatice (něm. Kirchliche Dogmatik). Tento teologický důraz spojuje zjevení Božího slova s Trojicí a tvrdí, že učení o Trojici je to, co odlišuje „křesťanské pojetí Boha“ od všech ostatních náboženství.

#### Otec
Hlavní článek: Bůh Otec
Viz též: Paterologie

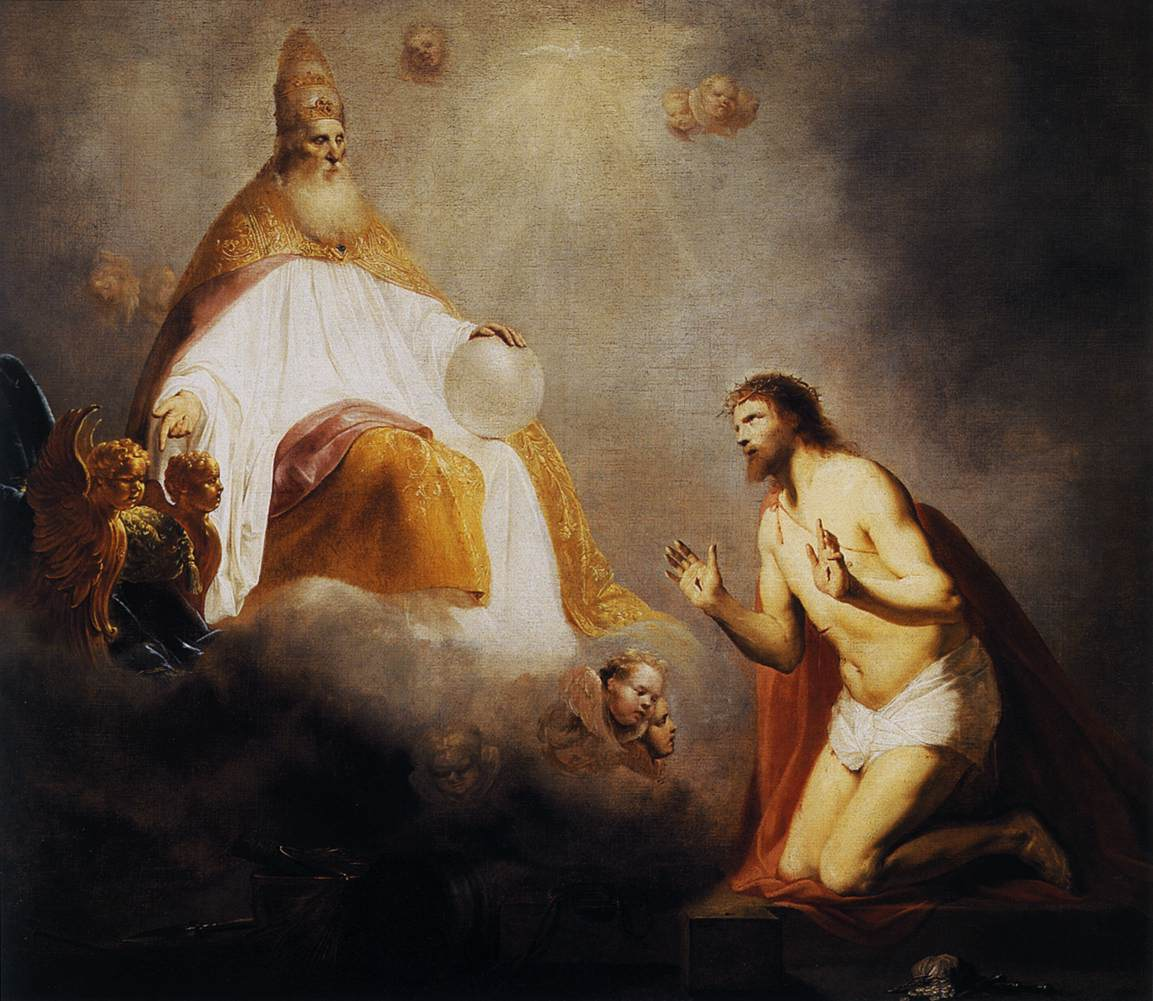
Bůh zve Krista, aby usedl na trůn po jeho pravici (1645), autor Pieter de Grebber. Duch svatý je viditelný jako holubice v horní části obrazu.

Vznik trinitární teologie Boha Otce v raném křesťanství byl založen na dvou klíčových myšlenkách: nejprve na společné identitě Jahveho ze Starého zákona a Ježíšova Boha v Novém zákoně, a pak na vzájemném rozlišení, a přesto jednotě mezi Ježíšem a jeho Otcem. Příkladem jednoty Syna a Otce je Mt 11, 27 (Kral, ČEP): „Nikdo nezná Syna, jen Otec, a nikdo nezná Otce, jen Syn“, což potvrzuje vzájemné poznání Otce a Syna.
Pojem Božího otcovství se sice objevuje ve Starém zákoně, ale není hlavním tématem. Zatímco pohled na Boha jako Otce se používá ve Starém zákoně, do popředí se dostal až v Novém zákoně, protože se na něj často odvolával Ježíš. Projevuje se to v modlitbě Páně, která spojuje pozemské potřeby denního chleba s vzájemným pojetím odpuštění a Ježíšův důraz na jeho zvláštní vztah s Otcem zdůrazňuje význam odlišné, ale přesto jednotné přirozenosti Ježíše a Otce, čímž se staví k jednotě Otce a Syna v Trojici.
Otcovský pohled na Boha jako Otce přesahuje Ježíše a vztahuje se na jeho učedníky i na celou církev, jak se odráží v prosbách, které Ježíš předkládá Otci za své následovníky na konci řeči na rozloučenou, v noci před svým ukřižováním. Příklady tohoto pohledu v řeči na rozloučenou jsou J 14, 20 (Kral, ČEP), kdy Ježíš oslovuje učedníky: „Já jsem ve svém Otci a vy ve mně a já ve vás“ a v J 17, 22 (Kral, ČEP), když se modlí k Otci: „Dal jsem jim slávu, kterou jsi ty dal mně, aby byli jedno, jako my jsme jedno“.
V trinitární teologii je Bůh Otec „arche“ nebo „principium“ (počátek), „zdroj“ nebo „původ“ Syna i Ducha svatého, a je považován za věčný zdroj božství. Otec je ten, kdo věčně plodí Syna, a Otec věčně vydechuje Ducha svatého. Syn se věčně rodí z Boha Otce a Duch věčně vychází z Otce a v západní tradici také ze Syna.
Přes tento rozdíl v původu je však Otec jedno se Synem a Duchem svatým, je jim rovný, je s nimi věčný a soupodstatný (lat. consubstantialitas), přičemž každá z těchto osob je jediný věčný Bůh a není nijak oddělená od toho, který je stvořitelem: všichni jsou nestvoření a všemohoucí. Božskou jednotu tedy tvoří Bůh Otec a jeho Syn a Duch svatý, kteří jsou od Boha Otce odlišní, a přesto jsou v něm dokonale spojeni. Z tohoto důvodu se Trojice vymyká rozumu a může být poznána pouze skrze zjevení.
Trojičtí křesťané věří, že Bůh Otec není panteistický v tom smyslu, že není považován za totožného s vesmírem, ale existuje mimo stvoření, jako jeho Stvořitel. Je považován za milujícího a starostlivého Boha, nebeského Otce, který je činný ve světě i v životě lidí. Stvořil všechny viditelné i neviditelné věci v lásce a moudrosti a člověka kvůli němu samému.

#### Syn
Hlavní články: Boží Syn a Boží syn (křesťanství)
Viz též: Christologie, Logos (křesťanství) a Ježíš v křesťanství

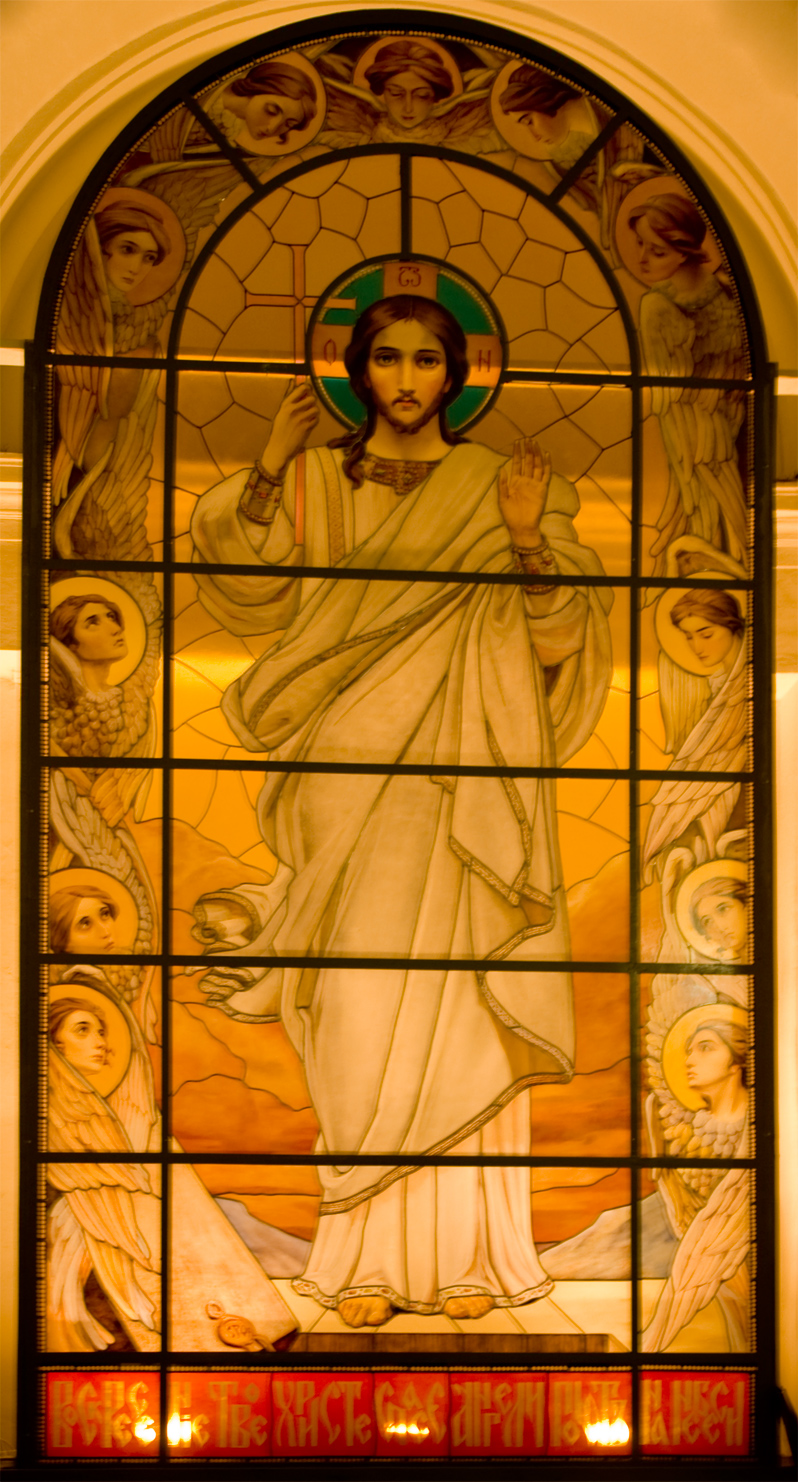
Vitráž Krista, Petropavlovská katedrála, Petrohrad, Rusko

Od raného křesťanství se Ježíšovi připisovala řada titulů, včetně Mesiáše (Krista) a Božího Syna. Z teologického hlediska se jedná o různé atributy: Mesiáš odkazuje na naplnění očekávaných starozákonních proroctví, zatímco Syn Boží odkazuje na otcovský vztah. Bůh Syn je odlišný jak od Mesiáše, tak od Božího Syna a jeho teologie jako součást učení o Nejsvětější Trojici byla formalizována až více než jedno století po nich.
Podle evangelií byl Ježíš počat z Ducha svatého a narodil se z Panny Marie. Biblické zprávy o Ježíšově působení zahrnují: jeho křest, zázraky, kázání, učení a uzdravování. Ve vyprávění evangelií je kladen značný důraz na Ježíšovu smrt, přičemž pouhým sedmi dnům, konkrétně poslednímu týdnu Ježíšova života v Jeruzalémě, je věnována asi třetina textu. Základní křesťanskou vírou je, že skrze Ježíšovu smrt a vzkříšení mohou být hříšní lidé smířeni s Bohem, a tím jim je nabídnuta spása a příslib věčného života. Víra ve vykupitelskou povahu Ježíšovy smrti předchází Pavlovým listům a sahá až do nejranějších dob křesťanství a jeruzalémské církve. Odrazem této základní víry je prohlášení v Nicejském vyznání víry, že „pro nás byl ukřižován“.
Dvě christologické otázky, jak může být Ježíš skutečným Bohem a zároveň zachovat víru v existenci jediného Boha a jak může být v jedné osobě spojeno lidské a božské, byly základními otázkami již dlouho před prvním nicejským koncilem (325). Teologie „Boha Syna“ se však nakonec promítla do výroku Nicejského vyznání víry ze 4. století.
Chalcedonská definice z roku 451, přijímaná většinou křesťanů, tvrdí, že Ježíš je vtělený Bůh a „pravý Bůh a pravý člověk“ (neboli plně božský i plně lidský). Ježíš se stal ve všech ohledech plně člověkem, trpěl bolestmi a pokušeními smrtelného člověka, přesto nezhřešil. Jako plně Bůh porazil smrt a znovu vstal k životu. Třetí konstantinopolský koncil v roce 680 pak zastával názor, že v Ježíši existuje jak božská, tak lidská vůle, přičemž božská vůle má přednost, vede a řídí lidskou vůli.
V hlavním proudu křesťanství je Ježíš Kristus jako Bůh Syn druhou osobou Nejsvětější Trojice vzhledem ke svému věčnému vztahu k první osobě (Bůh jako Otec). Je považován za rovnocenného s Otcem a Duchem svatým a je celý Bůh a celý člověk: Syn Boží, pokud jde o jeho božskou přirozenost, zatímco pokud jde o jeho lidskou přirozenost, pochází z rodu Davidova.
Novější diskuse o teologických otázkách souvisejících s Bohem Synem a jeho rolí v Nejsvětější Trojici byly ve 20. století řešeny v kontextu „trojičního“ pohledu na Boží zjevení.

#### Duch svatý
Hlavní články: Duch svatý v křesťanství

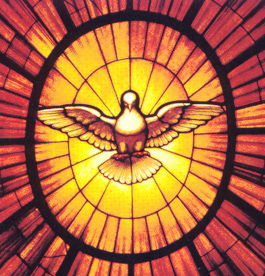
Chrámová vitráž s vyobrazením Ducha svatého jako holubice, Bernini kolem roku 1660

V hlavním proudu křesťanství je Duch svatý jednou ze tří božských osob Trojice, které tvoří jedinou Boží podstatu; to znamená, že Duch svatý působí ve shodě s Bohem Otcem a Bohem Synem (Ježíšem) a sdílí s nimi jejich podstatu. Nový zákon toho o Duchu svatém mnoho říká. Přítomnost Ducha svatého byla cítit zejména po Kristově nanebevstoupení, i když nevylučuje dřívější přítomnost, jak o tom svědčí Starý zákon a celý Nový zákon.:str. 39  Křesťanská teologie Ducha svatého neboli pneumatologie (z řeckého pneuma neboli „duch“) byla poslední částí trinitární teologie, která byla plně prozkoumána a rozvinuta, a proto existuje mezi křesťanskými chápáními Ducha větší teologická rozmanitost než mezi chápáními Syna a Otce. V rámci trinitární teologie je Duch svatý obvykle označován jako „třetí osoba“ trojjediného Boha – přičemž Otec je první osobou a Syn druhou osobou.
Rané Apoštolské vyznání víry, reflektující zvěstování v Lk 1, 35 (Kral, ČEP), uvádí, že Ježíš byl „počat z Ducha svatého“. Nicejské vyznání víry označuje Ducha svatého za „Pána a dárce života“, který je spolu s Otcem a Synem „uctíván a oslavován“. Zatímco při aktu Vtělení se Bůh Syn stal zjeveným Božím Synem, totéž se nestalo s Bohem Duchem svatým, který zůstal nezjevený, ale jak se píše v 1Kor 6, 19 (Kral, ČEP), Bůh Duch nadále přebývá v srdcích věřících.
V křesťanské teologii se věří, že Duch svatý plní v životě křesťana nebo církve určité božské funkce. Působení Ducha svatého je považováno za podstatnou součást přivedení člověka ke křesťanské víře. Nový věřící je „znovuzrozen z Ducha“.
Duch svatý umožňuje křesťanský život tím, že přebývá v jednotlivých věřících a uschopňuje je žít spravedlivým a věrohodným životem. Působí jako Utěšitel neboli Paraklétos, tedy ten, kdo se přimlouvá, podporuje nebo působí jako obhájce, zejména v dobách zkoušek. Působí tak, že usvědčuje neospravedlněné lidi jak z hříšnosti jejich jednání a myšlení, tak z jejich morálního postavení jako hříšníků před Bohem. Duch svatý jednak inspiroval sepsání Písma, jednak je nyní interpretuje křesťanům a církvi.

### Trinitární rozdíly
Ve východní pravoslavné teologii je podstatou Boha to, co přesahuje lidské chápání a co nelze definovat ani se k němu přiblížit lidským rozumem. Římskokatolická nauka je poněkud podobná v tom, že považuje tajemství Trojice za něco, co přesahuje lidský rozum. Rozdíly však existují v tom, že v římskokatolické teologii a učení je Bůh Otec věčným zdrojem Syna (zplodil Syna věčným zrozením) a Ducha svatého (věčným procesem od Otce a Syna) a tím, kdo vdechuje Ducha svatého se Synem a skrze Syna, ale východní pravoslavní považují Ducha za pocházejícího pouze od Otce.
Většina protestantských denominací a dalších tradic, které vznikly po reformaci, zastává obecné trinitární názory a teologii týkající se Boha Otce podobně jako římský katolicismus. Patří sem církve vzniklé z anabaptismu, anglikanismu, baptistů, luteránů, metodistů, Moravských bratří, Plymouthských bratří, kvakerů a reformovaného křesťanství. Stejně tak The Oxford Dictionary of the Christian Church popisuje Trojici jako „ústřední dogma křesťanské teologie“. Přesný reprezentativní pohled na protestantskou trinitární teologii týkající se „Boha Otce“ atd. je však vzhledem k různorodosti a menší centralizaci různých protestantských církví obtížnější.

## Nontrinitarismus
Hlavní článek: Antitrinitářství
Některé křesťanské tradice odmítají učení o Trojici a označují se jako netrinitární. Tyto skupiny se ve svých názorech navzájem liší a různě zobrazují Ježíše jako božskou bytost druhou po Bohu Otci, starozákonního Jahveho v lidské podobě, Boha (ale ne věčného Boha), proroka nebo prostě svatého. Některé široké definice protestantismu tyto netrinitární tradice řadí mezi protestantské, ale většina definic je nezařazuje.
Nontrinitarismus či netrinitarismus sahá až do prvních staletí křesťanských dějin a ke skupinám, jako byli ariáni, ebionité, gnostici a další. Tyto netrinitaristické názory byly odmítnuty mnoha biskupy, například Irenejem, a následně ekumenickými koncily. Nicejské vyznání víry nastolilo otázku vztahu mezi Ježíšovou božskou a lidskou přirozeností. Po jeho odmítnutí nicejským koncilem byl netrinitariánský názor mezi křesťany po mnoho staletí vzácný a ti, kdo odmítali učení o Nejsvětější Trojici, čelili nepřátelství ze strany ostatních křesťanů, ale v 19. století vznikla řada skupin v Severní Americe i jinde. V roce 1925 se v Severní Americe objevilo několik skupin, které odmítaly učení o Nejsvětější Trojici.
Podle přesvědčení Svědků Jehovových je jediným všemohoucím Bohem pouze Bůh Otec, a to i nad svým Synem Ježíšem Kristem. Svědkové sice uznávají Kristovu preexistenci, dokonalost a jedinečné „synovství“ s Bohem Otcem a věří, že Kristus měl zásadní úlohu při stvoření a vykoupení a že je Mesiášem, ale věří, že pouze Otec je bez počátku.
Církev Ježíše Krista Svatých posledních dnů učí, že Božství je božská jednota tří různých bytostí: Elohim (Otec), Jehova (Syn neboli Ježíš) a Duch svatý. V teologii Svatých posledních dnů mají Otec i Syn oslavená, zdokonalená, fyzická těla „stejně hmatatelná jako tělo člověka“, zatímco Duch Svatý má pouze tělo duchovní. Svatí posledních dnů uznávají božství Otce, Syna a Ducha svatého a chápou, že tyto bytosti jsou „jedno ve všech významných a věčných aspektech, které si lze představit, kromě toho, že věří, že jsou tři osoby spojené v jedné podstatě...“, což je podle Svatých posledních dnů „... trojiční představa, která nikdy nebyla uvedena v písmech, protože není pravdivá“. Svatí posledních dnů věří, že Bůh je vševědoucí, všemohoucí a vševládný.
Letniční společenství jednoty prosazuje formu modalistického monarchianismu, který tvrdí, že existuje jeden Bůh, jediný božský Duch, který se projevuje mnoha způsoby, mimo jiné jako Otec, Syn a Duch svatý.